# 후지코 후지오의 애니메이션 역사
후지코 후지오의 애니메이션 역사(일본어: 藤子不二雄アニメ史 후지코 후지오 아니메시[*])는 후지코 후지오(후지코 후지오 Ⓐ · 후지코 F. 후지오)의 만화를 원작으로 제작 된 애니메이션 작품과 그 설명의 목록이다.

## 주요 텔레비전 작품

### 쇼와 30년대
진행하는 시스콘 (1963년 12월 20일 ~ 1964년 3월 27일)
- 매주 금요일 18:15 ~ 18:45 / 후지TV계. 프로그램 범위 내에서 15분 방송
- 덴쓰영화사, 스튜디오 KAI, 시스코제과, 후지TV 제작
- 목소리 출연 : 시스코 왕자...카시이 쿠니코, 초코...기타자토 미유키, 외
- 조식 시리얼 「시스콘(시스코 제과)」의 마스코트 캐릭터 『시스콘 아기(초대 인디언의 용모인 소년)』를 사용한 클레이 애니메이션. 오리지널 스토리 만화 『시스콘 왕자』(후지코 후지오 Ⓐ)와의 타이업 작품. 후지코도 각본에 참여하고 있는 모양. 컬러로 제작되었지만 방송국에 컬러 방송 장비가 없었던 시대여서 어쩔 수 없이 흑백으로 방송 된 것으로 알려져있다. 애니메이션에 시간이 걸리기 때문에 예산이 맞지 않아 방송 기간도 14회와 단명에 그쳤다. 덧붙여서 프로그램 전반 범위는 본작보다 2개월 전부터 방송하였고 인형극인 "피노키오" 본작이 시작되면서 프로그램 제목이 위와 같이 변경되었다.

### 쇼와 40년대
오바케의 Q 타로 (1965년 8월 29일 ~ 1967년 6월 28일)
- 매주 일요일 19:30 ~ 20:00 → 매주 수요일 18:00 ~ 18:30 / TBS계. 모노쿠로 작품.
- 도쿄 무비 제작
- 목소리 출연 : Q타로...소가 마치코, 쇼타...다가미 가즈에, 신이치...노자와 마사코, 도론바...기타 미치에, P코...미즈가키 요코, 외
- 후지코 만화 완전 오리지널로서는 첫 애니메이션화. TBS 일요일 7시 30분화 '후지야의 시간'(후지야 1사 제공). 오바Q 붐은 사회 현상이 되었고 레코드도 히트했다. 또한 이 작품을 도쿄 무비에서 하청 수주라는 형태로 실질적인 제작을 담당하고 있던 A 프로덕션은 현재 신에이 동화이다.

후타군 (1966년?)
- 파일럿판. 모노쿠로 작품.
- 일본방송영화 제작
- 본 방송은 컬러로 제작 될 예정이었지만 어떤 이유로 기획은 좌절했다. 몇 년 후, 지방국에서 방송되었다는 이야기(주고쿠·시코쿠 지방에서 다른 프로그램의 보상으로도 방송)도 있다. 도쿠마 서점에서 'TV 애니메이션 25년사'가 출간되었을 때, 한 때 본작의 16밀리프린트를 보관하고 있었다고 되는 필름 창고를 편집부가 특정하기에 이르렀지만 필름 자체는 마침내 발견하지 못했다.

파만 (1967년 4월 2일 ~ 1968년 4월 14일)
- 매주 일요일 19:30 ~ 20:00 / TBS계. 모노쿠로 작품.
- 도쿄 무비, 스튜디오 제로 제작
- 목소리 출연 : 1호 · 스와 미쓰오...미와 가쓰에, 2호 · 부비...오오다케 히로시, 파코 · 호시노 스미레...구리 요코

## 같이 보기
- 후지코 후지오
- TV 아사히